# Belagerungsrampe

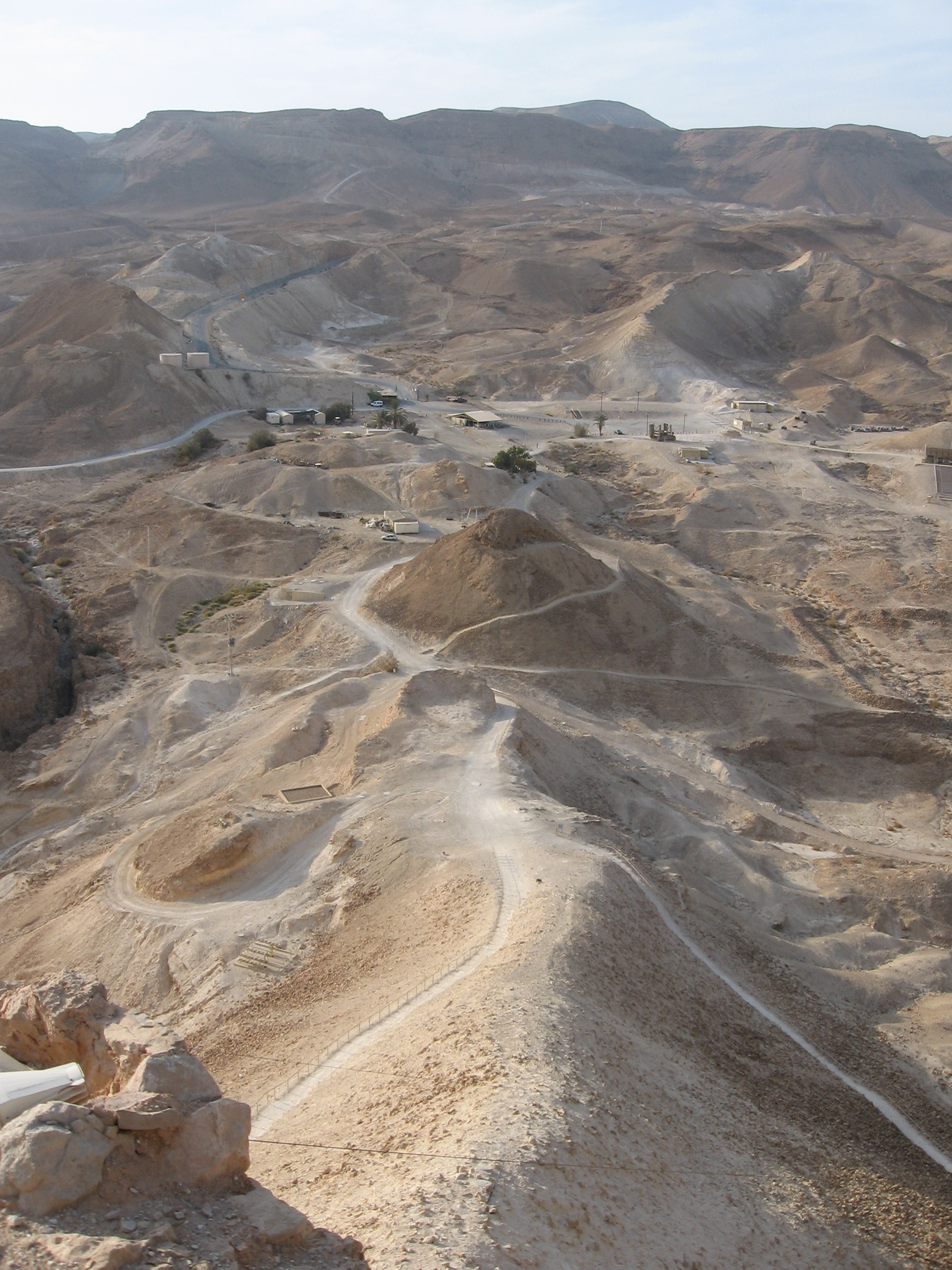
Die römische Belagerungsrampe von Massada

Als Belagerungsrampe bezeichnet man Rampen, die in der Antike aufgeschüttet wurden, um Belagerungsmaschinen gegen erhöhte Festungen auf Bergen, Felsen oder Hügeln in Stellung zu bringen. Schwere Rammböcke oder Belagerungstürme konnten so direkt bis an die Festungstore oder Mauern herangeführt werden.

## Historische Beispiele

### Lachisch
Die bislang älteste Belagerungsrampe wurde in Lachisch gefunden, wo sie 701 v. Chr. von den Assyrern unter König Sanherib aufgeschüttet wurde. Es handelt sich um das einzige bekannte Beispiel einer antiken Belagerungsrampe aus vor-griechischer und vor-römischer Zeit. Eine Besonderheit ist auch, dass von dieser Belagerungsrampe mit dem Lachisch-Relief von Ninive eine zeitgenössische Abbildung existiert. Reste der Rampe sind auch heute noch zu erkennen.

### Palaia Paphos
Palaia Paphos (Alt-Paphos) auf Zypern wurde um 499 v. Chr. mit Hilfe einer Belagerungsrampe durch die Perser erobert, nachdem sich die Stadt gegen diese aufgelehnt hatte. Herodots Bericht von der Belagerung und die Existenz der Belagerungsrampe sind archäologisch bestätigt.

### Massada
Die berühmteste Belagerungsrampe ist die 73 n. Chr. von der römischen X. Legion unter dem Feldherr Flavius Silva gegen die Festung Massada aufgeschüttete Rampe.